# Akademisk kvarter
 For alternative betydninger, se Kvarter. (Se også artikler, som begynder med Kvarter)
Det akademiske kvarter er et udtryk, der stammer fra universiteterne hvor det betegner det første kvarter af hver forelæsningstime inden undervisningen begynder.
Traditionelt starter en undervisningstime på de fleste universitetet altid kvart over, og efter 45 minutters forelæsning er der igen et kvarters pause hvis undervisningen fortsætter. Dette er så normalt at det som regel underforstås, således at hvis undervisningen i planen står til at starte fx kl. 9, så starter den almindeligvis først kl. 9.15. Et mødetidspunkt på et helt klokkeslæt må derfor ofte udtrykkeligt specificeres som præcist, for at undgå misforståelser.
Det akademiske kvarter har sin oprindelse i de gamle universitetsbyer, i en tid hvor det ikke var normalt for alle de studerende at bære armbåndsur. Når kirken slog til time havde den studerende så et kvarter til at komme hjemmefra og til time.
Frasen har desuden lagt navn til  onlinetidsskriftet Akademisk kvarter. Tidsskrift for humanistisk forskning, som er tilknyttet Aalborg Universitet 